# Karl Totzauer
Karl Totzauer (ur. 15 czerwca 1909, zm. ?) – nazista, członek załogi obozu koncentracyjnego Neuengamme oraz SS-Untersturmführer.

## Życiorys
Urodzony w Udritsch (cz. Údrč), w Kraju Sudetów, był z zawodu kupcem. Członek NSDAP od 1 listopada 1939 o numerze partyjnym 6 732 186. W dn. 24 kwietnia 1940 wcielono go do czynnej służby w SS, gdzie nadano mu numer ewidencyjny 383 925 i przydzielono do 1. pułku kawalerii SS (1. SS-Kavallerie-Regiment). Między 16 maja 1940 a 1 czerwca 1940 służył w 11. pułku SS-Totenkopf (11. SS-Totenkopfstandarte)w Radomiu, po czym odszedł do 5. pułku SS-Totenkopf w Oranienburgu. Z jednostki tej został przeniesiony w 1940 do niemieckiego obozu koncentracyjnego Neuengamme, gdzie początkowo pełnił służbę wartowniczą, a następnie został funkcjonariuszem wydziału I - komendantury. Między marcem 1944 a majem 1945 był adiutantem komendanta obozu koncentracyjnego Neuengamme oraz oficerem sądowym SS.
Podczas procesu załogi Neuengamme przed brytyjskim Trybunałem Wojskowym w Hamburgu Totzauer skazany został 3 maja 1946 na 20 lat pozbawienia wolności za zbrodnie wojenne. Z więzienia Verl zwolniono go w 1954.